# Consonne fricative vélaire voisée
Cette page contient des caractères spéciaux ou non latins. S’ils s’affichent mal (▯, ?, etc.), consultez la page d’aide Unicode.
La consonne fricative vélaire voisée est un son consonantique assez fréquent dans les langues parlées. Le symbole dans l’alphabet phonétique international est [ɣ]. Ce symbole est celui de la lettre latine gamma minuscule, tirée de la lettre grecque gamma (γ), mais utilisée distinctement aussi dans les transcriptions latines de certaines langues.

## Caractéristiques
Voici les caractéristiques de la consonne fricative vélaire voisée.
- Son mode d'articulation est fricatif, ce qui signifie qu’elle est produite en contractant l’air à travers une voie étroite au point d’articulation, causant de la turbulence.
- Son point d'articulation est vélaire, ce qui signifie qu'elle est articulée avec la partie antérieure de la langue (le dorsum) contre le palais mou (ou velum).
- Sa phonation est voisée, ce qui signifie que les cordes vocales vibrent lors de l’articulation.
- C'est une consonne orale, ce qui signifie que l'air ne s’échappe que par la bouche.
- C'est une consonne centrale, ce qui signifie qu’elle est produite en laissant l'air passer au-dessus du milieu de la langue, plutôt que par les côtés.
- Son mécanisme de courant d'air est égressif pulmonaire, ce qui signifie qu'elle est articulée en poussant l'air par les poumons et à travers le chenal vocatoire, plutôt que par la glotte ou la bouche.

## En français
Le français standard ne possède pas le [ɣ]. Il peut néanmoins apparaître, dans certains accents régionaux, comme allophone du [ʁ].

## Autres langues
- Le néerlandais possède le [ɣ], qui peut parfois devenir une fricative palatale [ʝ].
- En arabe, ce son peut aussi être allophone de la fricative uvulaire غ [ʁ].
- En grec moderne, la lettre gamma se prononce ainsi devant les sons /a/, /ɔ/ et /u/.
- La lettre cyrillique Ҕ en iakoute et en abkhaze se prononce [ɣ].
- En alphabet amazigh latin, la lettre gamma s'écrit ɣ et se prononce [ɣ].
- En espagnol, portugais, catalan, occitan, galicien et basque, la lettre g est prononcée [ɣ] entre voyelles. Elle est prononcée [ɡ] seulement en début de mot, devant une consonne ou après une nasale.
- En kikuyu la lettre g se prononce toujours [ɣ] quand elle n'est pas dans les digrammes ng et ng'.
- En sicilien, la lettre g valant /ɡ/ en standard, si précédée par une voyelle peut être prononcée /ɣ/ dans certains dialectes.
- En russe, la lettre г valant /ɡ/ en standard peut se retrouver prononcée /ɣ/ dans les dialectes méridionaux, mais généralement devant une occlusive vélaire, comme (мягкий знак, miagki znak) ou en milieu ou fin de mot, comme Бог (Dieu) ou легко (facilement).
- En gothique, lorsque la lettre "𐌲" (g) est placée entre deux voyelles, ou après une voyelle et avant un phonème voisé, elle est alors prononcée /ɣ/. Exemple : "𐍄𐌰𐌲𐍂" (tagr) signifiant "Larme", se prononce \ˈtaɣɟ\[1].